# Peter Patrick Lorimer
Peter Patrick Lorimer (anglès: Peter Lorimer)  (Dundee, 14 de desembre de 1946 - Dundee, 20 de març de 2021) fou un futbolista escocès de les dècades de 1960 i 1970. La major part de la seva trajectòria la passà al Leeds United. Debutà al club anglès el 1962 amb només 15 anys. A partir dels 19 anys ja aconseguí jugar amb regularitat amb el primer equip del Leeds. Al Leeds guanyà la Copa de la Lliga i la Copa de Fires el 1968, i Lorimer marcà 30 gols durant la temporada. L'any següent guanyà la lliga i a més fou convocat per primer cop amb la selecció escocesa de futbol. Aquests anys daurats del club continuaren amb una nova Copa de Fires el 1971, la FA Cup el 1972 i una nova lliga el 1973-74, a més de ser segon classificat del campionat en cinc ocasions (1964-65, 1965-66, 1969-70, 1970-71, 1971-72).
Participà en el Mundial de 1974 a Alemanya Occidental, on marcà un gol enfront Zaire. El 1976 disputà el seu darrer partit amb la selecció escocesa (el 21è) i el 1979 abandonà el Leeds. A continuació jugà al York City i a diversos equips de la North American Soccer League (NASL) com Toronto Blizzard (1979-1980) i Vancouver Whitecaps (1981-83). El gener de 1983 signà per l'University College Dublin AFC.
Amb el Leeds va guanyar la Copa de les Ciutats en Fires (1968, 1971), la Lliga anglesa de futbol (1969, 1974), la Copa anglesa de futbol (1972), la Copa de la Lliga anglesa de futbol (1968) i la FA Charity Shield (1969).